# Thomas Midgley

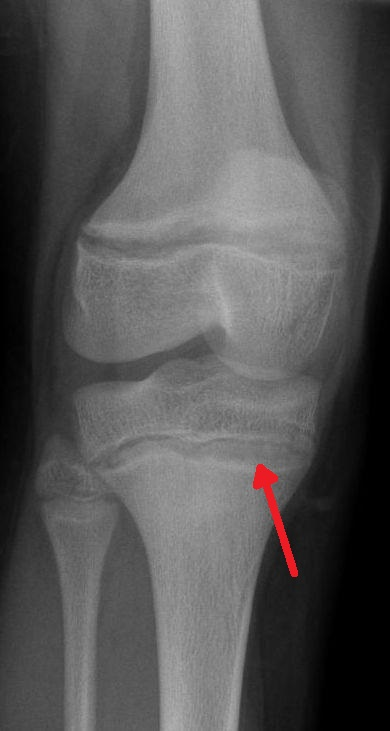
Efectes de la contaminació per plom o saturnisme

Thomas Midgley (Beaver Falls, Pennsylvania, 18 de maig de 1889 - Worthington, Ohio, 2 de novembre de 1944) va ser un enginyer i químic estatunidenc. Va ser un dels principals responsables de la introducció de plom en la gasolina i de la creació dels gasos CFC, dos invents que —com va passar amb el DDT o els envasos de plàstic— en el seu moment van semblar un gran avançament, però després se n'ha demostrat els perjudicis que causaven a la humanitat i al planeta. Per aquesta raó, s'ha arribat a considerar Midgley la persona que més ha perjudicat la Terra en tota la seva història.

## Primers anys
Thomas Midgley va néixer en una família d'inventors. El seu pare, Thomas Midgley Sr., tenia patents d'invencions en diversos camps, però les més destacades eren sobre pneumàtics d'automòbil. Per part de la seva mare, Hatti Emerson Midgley, l'avi matern, James Emerson, havia inventat un tipus de serra. Va créixer a Columbus (Ohio) i el 1911 es va llicenciar en enginyeria mecànica a la Universitat Cornell.

## Afegiment de plom a la gasolina
Mentre treballava a la General Motors, l'any 1921 Midgley descobrí que l'addició de tetraetilplom (TEL) a la gasolina millorava el rendiment del motor de combustió interna, atès que evitava explosions espontànies provocades per la compressió dels gasos. Juntament amb l'empresa DuPont, la General Motors construí una planta per a la producció massiva de tetraetilplom, tot i que el mateix Midgley va haver de prendre vacances durant un temps per recuperar-se d'una intoxicació per plom i que alguns treballadors de l'empresa van arribar a morir per contaminació amb plom. Per incrementar la producció, la General Motors, en col·laboració amb Standard Oil, va construir una segona planta, en què també es van patir casos d'intoxicació per plom, alguns dels quals van ser mortals.
Realment la nocivitat del plom era ben coneguda i diversos científics van advertir de la toxicitat del nou compost. Per rebutjar les crítiques, el mateix Midgley l'any 1924 va convocar una conferència de premsa on va manipular i inhalar tetraetilplom, sense conseqüències visibles.
Des d'aleshores, la gasolina amb plom es convertí en el tipus de combustible estàndard per a l'automoció, la qual cosa va alliberar grans quantitats de plom a l'atmosfera a tot el món. La contaminació per plom al llarg del segle xx s'ha relacionat amb greus problemes de salut, incloent-hi la discapacitat neurològica, i, fins i tot, amb l'augment dels nivells de violència i criminalitat.
La gasolina amb plom es va començar a prohibir en els països més rics en la dècada de 1980, però realment no ha finalitzat el seu ús en el món fins al 2021.

## CFC
Thomas Midgley també va participar en el desenvolupament d'un nou gas clorofluorocarbonat (CFC) per als sistemes d'aire condicionat i de refrigeració, en substitució dels compostos tòxics i inflamables que s'utilitzaven fins aleshores, com l'amoníac o el clorometà. El nou producte tingué un gran èxit, i s'incorporà també com a propel·lent en esprais i inhaladors per a l'asma.
A la dècada de 1970, 30 anys després de la mort de Midgley, es descobrí que els gasos CFC perjudicaven greument la capa d'ozó, per la qual cosa van anar essent retirats, especialment a partir del protocol de Mont-real de 1987.

## Últims anys i mort
L'any 1940 Midgley va contreure la poliomielitis i va quedar discapacitat. La malaltia, però no el va privar de mantenir la seva activitat, entre d'altres, a lla Societat Química Americana. Per aixecar-se del llit va elaborar un sistema de cordes i politges, però aquest mecanisme li ocasionà la mort accidentalment per estrangulament l'any 1944.

## Reconeixements
Per les seves contribucions a la ciència, Midgley va rebre diversos guardons, entre els quals les quatre medalles més destacades dels Estats Units en l'àmbit de la química: la Medalla Nichols de la Secció de Nova York de la Societat Química Americana (1922), la Medalla Perkin de la Society of Chemical Industry (1937), la Medalla Priestley, màxim guardó de la Societat Química Americana (1941) i la Medallas Willard Gibs de la Secció de Chicago de la Societat Química Americana (1942). El 1942 va ser elegit membre de l'Acadèmia Nacional de Ciències dels Estats Units i va rebre dos doctorats Honoris Causa; el primer, el 1936, pel College of Wooster (Ohio) i el segon, el 1944, per la Universitat Estatal d'Ohio.